# Лас Игерас (Тринидад Гарсија де ла Кадена)
Лас Игерас (шп. Las Higueras) насеље је у Мексику у савезној држави Закатекас у општини Тринидад Гарсија де ла Кадена. Насеље се налази на надморској висини од 1296 м.

## Становништво
Према подацима из 2010. године у насељу је живело 11 становника.

### Хронологија
| Година       | 2000 | 2005       | 2010 |
| ------------ | ---- | ---------- | ---- |
| Становништво | 11   | 16 (8 / 8) | 11   |

### Попис
| # | Индикатор                     | Вредност |
| - | ----------------------------- | -------- |
| 1 | Укупно домаћинстава           | 5        |
| 2 | Укупно насељених домаћинстава | 2        |
| 3 | Величина локације             | 1        |